# Хоригути, Кёдзи
Кёдзи Хоригути (яп. 堀口 恭司 хоригути кё:дзи); 12 октября 1990, Такасаки) — японский боец смешанного стиля, представитель легчайшей и наилегчайшей весовых категорий. Выступает на профессиональном уровне начиная с 2010 года, известен по участию в турнирах таких бойцовских организаций как UFC, Bellator, Rizin FF, Shooto и др. Был претендентом на титул чемпиона UFC в наилегчайшем весе, действующий чемпион Bellator в легчайшем весе.

## Биография
Кёдзи Хоригути родился 12 октября 1990 года в городе Такасаки префектуры Гумма. В возрасте пяти лет начал практиковать карате, выступал на соревнованиях в полноконтактном разделе, став чемпионом своего региона, удостоился чёрного пояса и второго дана в этой дисциплине. В шестнадцать лет под впечатлением от турниров Pride Fighting Championships заинтересовался смешанными единоборствами, а после окончания школы начал серьёзно заниматься ММА в зале Krazy Bee Gym.

### Начало профессиональной карьеры
Дебютировал в ММА на профессиональном уровне в мае 2010 года, выиграв у своего соперника единогласным решением судей. Первое время выступал в японской бойцовской организации Shooto, где выиграл отборочный турнир новичков и сделал серию из шести побед подряд. Первое в карьере поражение потерпел в январе 2012 года, уступив решением большинства судей соотечественнику Масакацу Уэде.
В дальнейшем продолжил побеждать, в частности в 2013 году завоевал и защитил титул чемпиона Shooto в полулёгкой весовой категории.

### Ultimate Fighting Championship
Имея в послужном списке 11 побед и только лишь одно поражение, Хоригути привлёк к себе внимание крупнейшего бойцовского промоушена мира Ultimate Fighting Championship и подписал с ним долгосрочное соглашение. В дебютном поединке в UFC техническим нокаутом победил американца Дастина Паге, затем последовали победы над такими бойцами как Даррелл Монтегью, Джон делос Рейес, Луис Годино.
Благодаря череде удачных выступлений в 2015 году Кёдзи Хоригути удостоился права оспорить титул чемпиона UFC в наилегчайшем весе, который на тот момент принадлежал Деметриусу Джонсону. В первом раунде чемпионского боя японский боец выглядел довольно неплохо, но в последующих отдал инициативу сопернику, а в самом конце последнего пятого раунда вынужден был сдаться, попавшись на рычаг локтя.
Впоследствии Хоригути провёл в UFC ещё три поединка, во всех трёх стал победителем, однако продлевать контракт с организацией он отказался.

### Rizin FF
В апреле 2017 года Хоригути выступил на турнире японского промоушена Rizin fighting federation, где в рамках стартового этапа гран-при легчайшего веса единогласным судейским решением выиграл у соотечественника Юки Мотои. Затем во время предновогодних турниров Rizin в декабре в течение двух дней одолел всех троих соперников по турнирной сетке, в том числе в финале нокаутировал Синтаро Исиватари и тем самым завоевал титул чемпиона в легчайшей весовой категории.
В мае 2018 года вышел на ринг против американского ветерана Иана Макколла, отправив его в нокаут уже на девятой секунде первого раунда — эта победа стала второй быстрейшей остановкой боя в истории Rizin FF.

## Статистика в профессиональном ММА
| Боёв 40         | Побед 34 | Поражений 5 |
| --------------- | -------- | ----------- |
| Нокаутом        | 15       | 2           |
| Сдачей          | 5        | 1           |
| Решением        | 14       | 2           |
| Не состоявшихся | 1        | 1           |

| Результат    | Рекорд   | Соперник          | Способ                                 | Турнир                                            | Дата             | Раунд | Время | Место                       | Примечание                                                                          |
| ------------ | -------- | ----------------- | -------------------------------------- | ------------------------------------------------- | ---------------- | ----- | ----- | --------------------------- | ----------------------------------------------------------------------------------- |
| Победа       | 34–5 (1) | Нказимуло Зулу    | Единогласное решение                   | Rizin 49                                          | 31 декабря 2024  | 3     | 5:00  | Сайтама, Япония             | Защитил (1) титул чемпиона Rizin в наилегчайшем весе                                |
| Победа       | 33–5 (1) | Серхио Петтис     | Единогласное решение                   | Rizin 47                                          | 9 июня 2024      | 3     | 5:00  | Токио, Япония               | Бой в легчайшем весе                                                                |
| Победа       | 32–5 (1) | Макото Такахаси   | Сдача (удушение сзади)                 | Rizin 45                                          | 31 декабря 2023  | 2     | 3:44  | Сайтама, Город              | Выиграл первый титул чемпиона Rizin в наилегчайшем весе                             |
| Не состоялся | 31–5 (1) | Макото Такахаси   | Не состоялся (тычок в глаз)            | Bellator x Rizin 2                                | 30 июля 2023     | 1     | 0:25  | Сайтама, Город              | Бой за титул чемпиона Bellator в наилегчайшем весе. Такахаши не смог продолжать бой |
| Победа       | 31–5     | Хиромаса Огикубо  | Единогласное решение                   | Bellator vs. Rizin                                | 31 декабря 2022  | 3     | 5:00  | Сайтама, Япония             | Вернулся в наилегчайший вес                                                         |
| Победа       | 30–5     | Юто Хокамура      | Техническая сдача (ручной треугольник) | Rizin 38                                          | 25 сентября 2022 | 2     | 2:59  | Сайтама, Япония             |                                                                                     |
| Поражение    | 29–5     | Пэтни Микс        | Единогласное решение                   | Bellator 279                                      | 23 апреля 2022   | 5     | 5:00  | Гонолулу, Гавайи, США       | Четвертьфинал Гран-при Bellator в легчайшем весе                                    |
| Поражение    | 29–4     | Серхио Петтис     | KO (бэкфист)                           | Bellator 272                                      | 3 декабря 2021   | 4     | 3:24  | Анкасвилл, Коннектикут, США | Бой за титул чемпиона Bellator в легчайшем весе                                     |
| Победа       | 29-3     | Кай Асакура       | TKO (удары руками)                     | Rizin 26                                          | 31 декабря 2020  | 1     | 2:48  | Сайтама, Япония             | Выиграл титул чемпиона Rizin в легчайшем весе                                       |
| Поражение    | 28-3     | Кай Асакура       | TKO (удары руками)                     | Rizin 18                                          | 18 августа 2019  | 1     | 1:07  | Нагоя, Япония               | Нетитульный бой                                                                     |
| Победа       | 28-2     | Дэррион Колдуэлл  | Единогласное решение                   | Bellator 222                                      | 14 июня 2019     | 5     | 5:00  | Нью-Йорк, США               | Выиграл титул чемпиона Bellator в легчайшем весе                                    |
| Победа       | 27-2     | Бен Нгуен         | TKO (удары руками)                     | Rizin 15                                          | 21 апреля 2019   | 1     | 2:53  | Иокогама, Япония            | Бой в промежуточном весе (59,9 кг)                                                  |
| Победа       | 26-2     | Дэррион Колдуэлл  | Сдача (гильотина)                      | Rizin 14                                          | 31 декабря 2018  | 3     | 1:19  | Сайтама, Япония             | Выиграл введённый титул чемпиона Rizin в легчайшем весе                             |
| Победа       | 25-2     | Хиромаса Огикубо  | Единогласное решение                   | Rizin 11                                          | 29 июля 2018     | 2     | 5:00  | Сайтама, Япония             |                                                                                     |
| Победа       | 24-2     | Иан Макколл       | KO (удар рукой)                        | Rizin 10                                          | 6 мая 2018       | 1     | 0:09  | Фукуока, Япония             |                                                                                     |
| Победа       | 23-2     | Синтаро Исиватари | KO (удары руками)                      | Rizin World Grand Prix 2017: Final Round          | 31 декабря 2017  | 2     | 0:14  | Сайтама, Япония             | Выиграл титул чемпиона Rizin в легчайшем весе                                       |
| Победа       | 22-2     | Манел Капе        | Сдача (треугольник руками)             | Rizin World Grand Prix 2017: Final Round          | 31 декабря 2017  | 3     | 4:27  | Сайтама, Япония             | Четвертьфинал гран-при Rizin легчайшего веса                                        |
| Победа       | 21-2     | Габриэль Оливейра | TKO (удары руками)                     | Rizin World Grand Prix 2017: 2nd Round            | 29 декабря 2017  | 1     | 4:30  | Сайтама, Япония             | Четвертьфинал гран-при Rizin легчайшего веса                                        |
| Победа       | 20-2     | Хидэо Токоро      | KO (удары руками)                      | Rizin World Grand Prix 2017 Opening Round: Part 1 | 30 июля 2017     | 1     | 1:49  | Сайтама, Япония             | Стартовый этап гран-при Rizin легчайшего веса                                       |
| Победа       | 19-2     | Юки Мотоя         | Единогласное решение                   | Rizin FF 5: Sakura                                | 16 апреля 2017   | 2     | 5:00  | Иокогама, Япония            |                                                                                     |
| Победа       | 18-2     | Али Багаутинов    | Единогласное решение                   | UFC Fight Night: Mousasi vs. Hall 2               | 19 ноября 2016   | 3     | 5:00  | Белфаст, Северная Ирландия  |                                                                                     |
| Победа       | 17-2     | Нил Сири          | Единогласное решение                   | UFC Fight Night: Overeem vs. Arlovski             | 8 мая 2016       | 3     | 5:00  | Роттердам, Нидерланды       |                                                                                     |
| Победа       | 16-2     | Чико Камус        | Единогласное решение                   | UFC Fight Night: Barnett vs. Nelson               | 27 сентября 2015 | 3     | 5:00  | Сайтама, Япония             |                                                                                     |
| Поражение    | 15-2     | Деметриус Джонсон | Сдача (рычаг локтя)                    | UFC 186                                           | 25 апреля 2015   | 5     | 4:59  | Монреаль, Канада            | Бой за титул чемпиона UFC в наилегчайшем весе                                       |
| Победа       | 15-1     | Луис Годинот      | Единогласное решение                   | UFC 182                                           | 3 января 2015    | 3     | 5:00  | Лас-Вегас, США              |                                                                                     |
| Победа       | 14-1     | Джон делос Рейес  | TKO (удары руками)                     | UFC Fight Night: Hunt vs. Nelson                  | 20 сентября 2014 | 1     | 3:48  | Сайтама, Япония             |                                                                                     |
| Победа       | 13-1     | Даррелл Монтегью  | Единогласное решение                   | UFC Fight Night: Brown vs. Silva                  | 10 мая 2014      | 3     | 5:00  | Цинциннати, США             | Дебют в наилегчайшем весе                                                           |
| Победа       | 12-1     | Дастин Паге       | TKO (удары)                            | UFC 166                                           | 19 октября 2013  | 2     | 3:51  | Хьюстон, США                |                                                                                     |
| Победа       | 11-1     | Синтаро Исиватари | TKO (удары руками)                     | Vale Tudo Japan 2nd                               | 22 июня 2013     | 5     | 0:41  | Токио, Япония               | Защитил (1) титул чемпиона Shooto в полулёгком весе                                 |
| Победа       | 10-1     | Хиромаса Огикубо  | Сдача (удушение сзади)                 | Shooto: 2nd Round 2013                            | 16 марта 2013    | 2     | 1:35  | Токио, Япония               | Выиграл титул чемпиона Shooto в полулёгком весе                                     |
| Победа       | 9-1      | Иан Ловленд       | Единогласное решение                   | Vale Tudo Japan 2012                              | 24 декабря 2012  | 3     | 5:00  | Токио, Япония               |                                                                                     |
| Победа       | 8-1      | Манабу Иноуэ      | Единогласное решение                   | Shooto: 8th Round                                 | 16 июля 2012     | 3     | 5:00  | Токио, Япония               |                                                                                     |
| Победа       | 7-1      | Тэцу Судзуки      | TKO (удары руками)                     | Shooto: 3rd Round                                 | 10 марта 2012    | 1     | 2:06  | Токио, Япония               |                                                                                     |
| Поражение    | 6-1      | Масакацу Уэда     | Решение большинства                    | Shooto: Survivor Tournament Final                 | 8 января 2012    | 3     | 5:00  | Токио, Япония               |                                                                                     |
| Победа       | 6-0      | Наохиро Мидзуно   | KO (удары руками)                      | Shooto: Shootor’s Legacy 4                        | 23 сентября 2011 | 2     | 3:26  | Токио, Япония               |                                                                                     |
| Победа       | 5-0      | Юта Нэдзу         | KO (удар рукой)                        | Shooto: Shootor’s Legacy 3                        | 18 июля 2011     | 1     | 3:17  | Токио, Япония               |                                                                                     |
| Победа       | 4-0      | Такахиро Хосои    | TKO (удары руками)                     | Shooto: Shooto Tradition 2011                     | 29 апреля 2011   | 1     | 1:06  | Токио, Япония               |                                                                                     |
| Победа       | 3-0      | Сэйдзи Акао       | TKO (удары руками)                     | Shooto: The Rookie Tournament 2010 Final          | 18 декабря 2010  | 2     | 0:43  | Токио, Япония               | Выиграл турнир новичков Shooto 2010                                                 |
| Победа       | 2-0      | Кэйта Исибаси     | TKO (остановлен врачом)                | Shooto: Gig Tokyo 5                               | 7 августа 2010   | 1     | 2:23  | Токио, Япония               |                                                                                     |
| Победа       | 1-0      | Ранки Кавана      | Единогласное решение                   | Shooto: Kitazawa Shooto Vol. 3                    | 9 мая 2010       | 2     | 5:00  | Токио, Япония               |                                                                                     |